# Бундесвер
Бундесвер е името на Въоръжените сили на ФРГ, създадени според Парижкото споразумение от 1954 г. чрез наборна система.
Броят на действащите войници е 182 857, от които 24 842 са жени.  В Бундесвера работят и 80 973 цивилни служители. В чужбина са командировани 1158 военнослужещи жени и мъже.
Приблизително 34 600 военнослужещи и военнослужещи принадлежат към разпоредения резерв. Общият резерв включва приблизително 930 000 резервисти.

## Структура
Федерална република Германия е държава с парламентарно управление. Отбранителната политика е прерогатив на федералния канцлер в стратегическите и финансови рамки, гласувани от двете камари на федералния парламент.

### ФЕДЕРАЛНО МИНИСТЕРСТВО НА ОТБРАНАТА
След Втората световна война по силата на мирния договор на Германия със Съюзниците на страната се забранява да формира Генерален щаб, тъй като той е смятан за инструмент на германската агресия по време на двете световни войни. Първоначално окупационните сили (СССР, Съединените щати, Обединеното кралство и Франция) са особено критични към възстановяването на германските въоръжени сили. Но с ескалацията на Студената война през 1949 г. е създадена Организацията на Североатлантическия договор. В отговор Съветският съюз създава Германската демократична република от своята окупационна зона, Съединените щати, Обединеното кралство и Франция създават Федерална република Германия от своите окупационни зони. Предвид централното разположение на германските земи на континента става пределно ясно, че евентуален бъдещ конфликт между двата блока ще се води основно на тяхна територия. Така се променя позицията на западните съюзници и се пристъпва към възстановяването на германски въоръжени сили след като ГДР формира Националната народна армия. Забраната за формиране на Генерален щаб превръща Бундесвера в първите въоръжени сили, в които министерството на отбраната и генералния щаб са интегрирана структура. Днес четири от десетте отдела на министерството са подчинени на Генералния инспектор на Бундесвера и изпълняват функцията на генерален щаб.
Ръководство на министерството:
- Федерален министър на отбраната (Bundesminister der Verteidigung)
- двама Служебни държавни секретари (beamtete Staatssekretäre) (заместник-министри)
- двама Парламентарни държавни секретари (parlamentarischen Staatssekretäre) (депутати от Бундестагa)
- Генерален инспектор на Бундесвера (Generalinspekteur der Bundeswehr) (генерал / адмирал, единственият офицер в Бундесвера със звание с четири звезди)
- Заместник генерален инспектор на Бундесвера (Generalinspekteur der Bundeswehr) (генерал-лейтенант / вицеадмирал)

ФЕДЕРАЛНО МИНИСТЕРСТВО НА ОТБРАНАТА (Bundesministerium der Verteidigung)
Федерален министър на отбраната (Bundesminister der Verteidigung)
- Ръководен щаб на Федералното министерство на отбраната (Leitungsstab)
- Прес- и информационен щаб на Федералното министерство на отбраната (Presse – und Informationsstab)

двама Парламентарни държавни секретари (parlamentarischen Staatssekretäre) (депутати от Бундестага)
Генерален инспектор на Бундесвера (Generalinspekteur der Bundeswehr) (генерал / адмирал)
- Заместник генерален инспектор на Бундесвера (Stellvertreter des Generalinspekteurs der Bundeswehr) (генерал-лейтенант / вицеадмирал)
- Отдел Планиране (Abteilung Planung) (генерал-лейтенант / вицеадмирал)
- Отдел Ръководство на въоръжените сили (Abteilung Führung Streitkräfte) (генерал-лейтенант / вицеадмирал)
- Отдел Стратегия и операции (Abteilung Strategie und Einsatz) (генерал-лейтенант / вицеадмирал)
- Отдел Кибер- и информационни технологии (Abteilung „Cyber/IT (CIT)“) (генерал-лейтенант / вицеадмирал)

Служебен държавен секретар
- Отдел Политика (Abteilung Politik) (министериален директор, висш държавен чиновник)
- Отдел Въоръжения, информационна техника и използване (Abteilung Ausrüstung, Informationstechnik und Nutzung) (генерал-лейтенант / вицеадмирал)

Служебен държавен секретар
- Отдел Финанси / Одит (Abteilung Haushalt / Controlling) (министериален директор)
- Отдел Правен (Abteilung Recht) (министериален директор)
- Отдел персонал (Abteilung Personal) (генерал-лейтенант / вицеадмирал)
- Отдел Инфраструктура, опазване на околната среда и дейности (Abteilung Infrastruktur, Umweltschutz und Dienstleistungen) (министериален директор)

Ръководни органи, подчинени на Министерството:
- Оперативно ръководно командване на Бундесвера (Einsatzführungskommando der Bundeswehr) (генерал-лейтенант / вицеадмирал)
  - Ръководство
  - Отдел J1 Персонал (J1 Personal)
  - Отдел J2 Разузнаванелна дейност (J2 Nachrichtenwesen)
  - Отдел J3/5/7 Оперативни групи 1 – 4 (J3/5/7 Einsatzgruppen 1 – 4)
  - Отдел J4 Логистика (J4 Logistik)
  - Отдел J6 Командна поддръжка (J6 Führungsunterstützung)
  - Отдел J8 Управление (J8 Verwaltung)
  - Отдел J9 Гражданско-военно сътрудничество (J9 Zivil-Militärische Zusammenarbeit)
  - Отдел JMED Санитарна служба (JMED Sanitätsdienst)
- Служба по планиране на Бундесвера (Planungsamt der Bundeswehr) (генерал-майор / контраадмирал)
  - Ръководство
  - Отдел I (Abteilung I Zukunftsentwicklung und langfristige Sicherheitsvorsorge
  - Отдел II (Abteilung II Fähigkeitsmanagement
  - Отдел III (Abteilung III Planungsumsetzung
  - Отдел IV (Abteilung IV Wissenschaftliche Unterstützung / Interoperabilität
  - Изнесено представителство в Отобрун (Außenstelle in Ottobrunn)
  - Представителство за свръзка (Verbindungsstelle) (Съфолк, Вирджиния, САЩ)
- Въздухоплавателна служба на Бундесвера (Luftfahrtamt der Bundeswehr) (генерал-майор)
  - Ръководство
  - Отдел Стратегии, основни положения, предписания (Strategie, Grundsatz, Vorgaben, Querschnitt)
  - Отдел Допуск (Zulassung)
  - Отдел Служебен (Betrieb)
  - Отдел Лицензиране (Anerkennung / Lizenzierung)
  - Генерал по авиационна безопасност на Бундесвера (General Flugsicherheit in der Bundeswehr)
  - Генерал-лекар по авиационна медицина на Бундесвера (Generalarzt Flugmedizin der Bundeswehr)
  - подотдели и служби

Организации, подчинени на Министерството:
- военни организации (militärische Organisationsbereiche)
  - Армия (сухопътни войски) (Heer)
  - Луфтвафе (военновъздушни сили) (Luftwaffe)
  - Военноморски сили (Marine)
  - Командване за обща поддръжка (Streitkräftebasis)
  - Централна санитарна служба (Zentraler Sanitätsdienst)
  - Кибер- и информационно пространство (Cyber – und Informationsraum)
- цивилни организации
  - Служба Персонал (Personal)
  - Служба Въоръжения, информационна техника и използване (Ausrüstung, Informationstechnik und Nutzung)
  - Служба Инфраструктура, опазване на околната среда и дейности (Infrastruktur, Umweltschutz und Dienstleistungen)
  - Служба Правни дейности (Rechtspflege)
  - Служба Капелани (Militärseelsorge)

### БУНДЕСВЕР
БУНДЕСВЕР (Bundeswehr)
- Оперативно ръководно командване на Бундесвера (Einsatzführungskommando der Bundeswehr)
  - Командващ Оперативното ръководно командване на Бундесвера (Befehlshaber Einsatzführungskommando der Bundeswehr) (генерал-лейтенант/ вицеадмирал)
- Планова служба на Бундесвера (Planungsamt der Bundeswehr)
- Въздухоплавателна служба на Бундесвера (Luftfahrtamt der Bundeswehr)

#### Армия (Heer)
- Командване на Армията (Kommando Heer)[9] (Щраусберг)
  - Инспектор на Армията (Inspekteur des Heeres) (генерал-лейтенант)
    - Учебно командване на Армията (Ausbildungskommando Heer) (Лайпциг)
      - Командир (генерал-майор)
      - Заместник командир и командир на централните учебни учреждения (бригаден генерал)
      - Началник-щаб (бригаден генерал)
        - Щабна група (Stabsgruppe)
          - 1-ва Учебна група – Специализирана и индивидуална подготовка (Fachgruppe I – Lehrgangsgebundene Individualausbildung)
          - 2-ра Учебна група – Войскова подготовка (Fachgruppe II – Truppenausbildung)

        - Централни учебни учреждения (Zentrale Ausbildungseinrichtungen)
          - Учебен и тренировъчен център за въздушна мобилност (Ausbildungs – und Übungszentrum Luftbeweglichkeit) (Целе)
          - Учебен център за специални операции (Ausbildungszentrum Spezielle Operationen) (Пфулендорф)
          - Армейски център за бойни симулации (Gefechtssimulationszentrum Heer) (Вилдфлекен)
          - Армейски боен учебен център (Gefechtsübungszentrum Heer) (Лецлинген)
          - Учебен център за операции на ООН (VN Ausbildungszentrum der Bundeswehr) (Хамелбург)

        - Училища и учебни центрове (Schulen und Ausbildungszentren)
          - Офицерско училище на Армията (Offizierschule des Heeres) (Дрезден)
            - Армейски тактически център (Taktikzentrum des Heeres) (Дрезден)

          - Подофицерско уилище на Армията (Unteroffizierschule des Heeres) (Деличш) (Мюнстер)
            - 1-ви Фелдфебелски и подофицерски кадетски батальон (Feldwebel-/Unteroffizieranwärterbataillon 1) Sondershausen
            - 2-ри Фелдфебелски и подофицерски кадетски батальон (Feldwebel-/Unteroffizieranwärterbataillon 2) Celle
            - 3-ти Фелдфебелски и подофицерски кадетски батальон (Feldwebel-/Unteroffizieranwärterbataillon 3) Altenstadt

          - Учебен център на пехотата (Ausbildungszentrum Infanterie) (Хамелбург)
            - 2-ри Офицерски кадетски батальон (Offizieranwärterbataillon 2) (Хамелбург)
            - Учебна база за бой в планински и зимни условия (Ausbildungsstützpunkt Gebirgs – und Winterkampf) (Митенвалд)
            - Учебна база за въздушнодесантна и въздушнотранспортна подготовка (Ausbildungsstützpunkt Luftlande/Lufttransport) (Алтенщат)

          - Учебен център Мунстер (Ausbildungszentrum Munster) (Мунстер)
            - 1-ви Офицерски кадетски батальон (Offizieranwärterbataillon 1) (Мунстер)
            - Учебен отдел Армейски разузнавателни войски (Ausbildungsbereich Heeresaufklärungstruppe) (Мунстер)
            - Учебен отдел Бронирани войски (Ausbildungsbereich Panzertruppen) (Мунстер)
            - Учебен отдел за съвместна подготовка за тактическа огнева поддръжка и индиректен огън (Ausbildungsbereich Streitkräftegemeinsame Taktische Feuerunterstützung/Indirektes Feuer (STF/IndirF)) (Идар-Оберщайн)

          - Учебен център на инженерните войски (Ausbildungszentrum Pioniere) (Инголщат)
            - Учебна база за защита от взривни вещества (Ausbildungsstützpunkt Kampfmittelabwehr) (Щетен ам Калтен Маркт)

          - Технически учебен център за наземни системи (Ausbildungszentrum Technik Landsysteme) (Аахен)
            - Армейско специализирано техническо училище (Fachschule des Heeres für Technik)

          - Международен вертолетен учебен център (Internationales Hubschrauberausbildungszentrum) (Бюкебург)
            - германска част на Германско-френския учебен център за летателен състав на вертолетите Тигър (Deutscher Anteil Deutsch-Französisches Heeresfliegerausbildungszentrum TIGER) (Льо Люк, Франция)
            - германска част на Германско-френския учебен център за технически състав на вертолетите Тигър (Deutscher Anteil Deutsch-Französische Ausbildungseinrichtung TIGER) (Фасберг)

    - Служба за развитие на Армията (Amt für Heeresentwicklung) (Кьолн)
      - Командир (генерал-майор)
      - Началник-щаб (бригаден генерал)
      - Щаб (Stab)
      - Развоен отдел на бойните родове войски (Abteilung Weiterentwicklung Kampf (WE Kpf))
      - Развоен отдел на разузнаването и родовете войски за поддръжка (Abteilung Weiterentwicklung Aufklärung/Unterstützung (WE Aufkl/Ustg))
      - Отдел за проучване на импровизирани взривни устройства (Abteilung Counter Improvised Explosive Devices (C-IED))
      - Отдел организация (Abteilung Organisation (Org))
      - Отдел основни положения (Abteilung Grundlagen/Querschnitt (Grdlg/Quer))

    - Централен лагер за дългосрочно съхранение Херонген (Zentrales Langzeitlager Herongen)
    - Централен лагер за дългосрочно съхранение Пирмазенс (Zentrales Langzeitlager Pirmasens)
    - Централна мобилизационна база Брюк/ Нойзедин (Zentraler Mobilmachungsstützpunkt Brück / Neuseddin)

  - Заместник инспектор на Армията и Командир по операциите в Командването на армията (Stellvertreter des Inspekteurs des Heeres und Kommandeur Einsatz im Kommando Heer) (генерал-лейтенант)
    - 1-ва Бронирана дивизия (1. Panzerdivision) (Олденбург)
      - дивизионно командване
      - Щабна и свързочна рота на 1-ва Бронирана дивизия (Stabs-/ Fernmeldekompanie 1. Panzerdivision) (Олденбург)
      - 1-ви Оперативен батальон за поддръжка (Unterstützungsbataillon Einsatz 1) (Олденбург) (кадриран в мирно време)
      - 610-и свързочен батальон (Fernmeldebataillon 610) (Пренцлау) (прикрепен е оперативно към Бригадата за командна поддръжка (Command Support Brigade) на Многонационалния корпус Североизток (Multinational Corps Northeast), включващ германски, полски, датски и балтийски подразделения. Германският компонент на корпуса се осигурява от 1-ва Бронирана дивизия.)
      - 325-и Учебен артилерийски дивизион (Artillerielehrbataillon 325) (Мюнстер)
      - 901-ви Тежък сапьорен батальон (schweres Pionierbataillon 901) (Хафелберг) (кадриран в мирно време)
      - 9-а Учебна бронирана бригада (Panzerlehrbrigade 9) (Мюнстер)
        - Щабна и свързочна рота на 9-а Учебна бронирана бригада (Stabs-/Fernmeldekompanie Panzerlehrbrigade 9) (Мюнстер)
        - 93-ти Учебен танков батальон (Panzerlehrbataillon 93) (Мюнстер)
        - 92-ри Учебен бронегренадирски батальон (Panzergrenadierlehrbataillon 92) (Мюнстер)
        - 33-ти Бронегренадирски батальон (Panzergrenadierbataillon 33) (Нойщад ам Рюбенберге)
        - 91-ви Егерски батальон (Jägerbataillon 91) (Ротенбург)
        - 3-ти Учебен разузнавателен батальон „Люнебург“ (Aufklärungslehrbataillon 3 „Lüneburg“) (Люнебург)
        - 130-и Брониран сапьорен батальон (Panzerpionierbataillon 130) (Минден)
        - 141-ви Снабдителен батальон (Versorgungsbataillon 141) (Нойщад ам Рюбенберге)

      - 21-ва Бронирана бригада „Липерланд“ (Panzerbrigade 21 „Lipperland“) (Аугустдорф)
        - Щабна и свързочна рота на 21-ва Бронирана бригада (Stabs-/Fernmeldekompanie Panzerbrigade 21) (Аугустдорф)
        - 203-ти Танков батальон (Panzerbataillon 203) (Аугустдорф)
        - 212-и Бронегренадирски батальон (Panzergrenadierbataillon 212) (Аугустдорф)
        - 1-ви Егерски батальон (Jägerbataillon 1) (Шварценборн)
        - 7-и Разузнавателен батальон (Aufklärungsbataillon 7) (Аален)
        - 1-ви Брониран сапьорен батальон (Panzerpionierbataillon 1) (Холцминден)
        - 7-и Снабдителен батальон (Versorgungsbataillon 7) (Уна)
        - 921-ви Егерски батальон (Jägerbataillon 921) (Шварценборн) (кадриран в мирно време)

      - 41-ва Бронегренадирска бригада „Предна Померания“ (Panzergrenadierbrigade 41 „Vorpommern“) (Нойбранденбург)
        - Щабна и свързочна рота на 41-ва Бронегренадирска бригада (Stabs-/ Fernmeldekompanie Panzergrenadierbrigade 41) (Нойбранденбург)
        - 411-и Бронегренадирски батальон (Panzergrenadierbataillon 411) (Фиарек)
        - 401-ви Бронегренадирски батальон (Panzergrenadierbataillon 401) (Хагенов)
        - 413-и Егерски батальон (Jägerbataillon 413) (Торгелов)
        - 6-и Разузнавателен батальон (Aufklärungsbataillon 6) (Ойтин)
        - 803-ти Брониран сапьорен батальон (Panzerpionierbataillon 803) (Хафелберг)
        - 142-ри Снабдителен батальон (Versorgungsbataillon 142) (Хагенов)
        - 908-и Бронегренадирски батальон (Panzergrenadierbataillon 908) (Фиарек) (кадриран в мирно време)

      - (нидерландска) 43-та Механизирана бригада (43е Gemechaniseerde brigade) (Хавелте) – бригадата е част от нидерландската армия, но тъй като оперативните подразделения на нидерландкста армия са подчинени на I Германско-нидерландски армейски корпус, тя е подчинена за учения и съвместни операции на германската 1-ва Бронирана дивизия. Бригадата включва германски танков батальон, който на свой ред включва единствената нидерландска танкова рота.
        - Командване (Хавелте)
        - 43-та Щабна рота (Хавелте)
        - 414-и Танков батальон [германско-нидерландски] (Берген край Целе)
          - нидерландска танкова рота (Берген)

        - 44-ти Брониран пехотен батальон, „Пехотен полк Йохан Вилем Фрисо“ (Хавелте)
        - 45-и Брониран пехотен батальон, „Пехотен полк Орански Гелдерланд“ (Хавелте)
        - 43-ти Бригаден разузнавателен ескадрон „Хусари Ван Бореел“ (Хавелте)
        - 10-и Батальон на националния резерв
          - 6 роти в Асен, Везеп, Шаарсберген, Строе и Еншеде

        - 11-и Брониран инженерен батальон (Везеп)
        - 43-та Ремонтна рота (Хавелте)
        - 43-та Снабдителна рота (Хавелте)
        - 43-та Медицинска рота (Хавелте)

    - 10-а Бронирана дивизия (10. Panzerdivision) (Файтсхьоххайм)
      - дивизионно командване
      - Щабна и свързочна рота на 19-а Бронирана дивизия (Stabs-/Fernmeldekompanie 10. Panzerdivision) (Файтсхьоххайм)
      - 131-ви Артилерийски дивизион (Artilleriebataillon 131) (Вайден в Оберпфалц)
      - 345-и Учебен артилерийски дивизион (Artillerielehrbataillon 345) (Идар-Оберщайн)
      - 905-и Сапьорен батальон (Pionierbataillon 905) (Инголщат) (кадриран в мирно време)
      - 10-и Батальон за поддръжка (Unterstützungsbataillon 10) (Файтсхьоххайм) (кадриран в мирно време)
      - 12-а Бронирана бригада „Оберпфалц“ (Panzerbrigade 12 „Oberpfalz“) (Амберг)
        - Щабна и свързочна рота на 12-а Бронирана бригада (Stabs-/ Fernmeldekompanie Panzerbrigade 12) (Амберг)
        - 104-ти Танков батальон (Panzerbataillon 104) (Пфраймд) (Вайден)
        - 112-и Бронегренадирски батальон (Panzergrenadierbataillon 112) (Реген)
        - 122-ри Бронегренадирски батальон (Panzergrenadierbataillon 122) (Оберфийхтах)
        - 8-и Разузнавателен батальон (Aufklärungsbataillon 8) (Фрайунг)
        - 4-ти Брониран сапьорен батальон (Panzerpionierbataillon 4) (Боген)
        - 4-ти Снабдителен батальон (Versorgungsbataillon 4) (Родинг) (Пфраймд)
        - 8-и Планински танков батальон (Gebirgspanzerbataillon 8) (Пфраймд) (частично кадриран в мирно време, мобилизира около танковата рота на 104-ти Танков батальон, базиран в Пфраймд)

      - 23-та Планинска егерска бригада „Бавария“ (Gebirgsjägerbrigade 23 „Bayern“) (Бад Райхенхал)
        - Щабна и свързочна рота на 23-та Планинска егерска бригада „Бавария“ (Stabs-/ Fernmeldekompanie Gebirgsjägerbrigade 23) (Бад Райхенхал)
        - 231-ви Планински егерски батальон (Gebirgsjägerbataillon 231) (Бад Райхенхал)
        - 232-ри Планински егерски батальон (Gebirgsjägerbataillon 232) (Бишофсвийзен – Щруб)
        - 233-ти Планински егерски батальон (Gebirgsjägerbataillon 233) (Митенвалд)
        - 230-и Планински разузнавателен батальон (Gebirgsaufklärungsbataillon 230) (Фюсен)
        - 8-и Планински сапьорен батальон (Gebirgspionierbataillon 8) (Инголщат)
        - 8-и Планински снабдителен батальон (Gebirgsversorgungsbataillon 8) (Фюсен) (Митенвалд) (Бад Райхенхал)
        - 230-и Оперативен и учебен център за товарни животни (Einsatz – und Ausbildungszentrum für Tragtierwesen 230) (Бад Райхенхал)

      - 37 ма Бронегренадирска бригада „Свободна държава Саксония“ (Panzergrenadierbrigade 37 „Freistaat Sachsen“) (Франкенберг)
        - Щабна и свързочна рота на 37 ма Бронегренадирска бригада (Stabs – /Fernmeldekompanie Panzergrenadierbrigade 37) (Франкенберг)
        - 393-ти Танков батальон (Panzerbataillon 393) (Бад Франкенхаузен)
        - 371-ви Бронегренадирски батальон (Panzergrenadierbataillon 371) (Мариенберг)
        - 391-ви Бронегренадирски батальон (Panzergrenadierbataillon 391) (Бад Салцунген)
        - 13-и Разузнавателен батальон (Aufklärungsbataillon 13) (Гота)
        - 701-ви Брониран сапьорен батальон (Panzerpionierbataillon 701) (Гера)
        - 131-ви Снабдителен батальон (Versorgungsbataillon 131) (Бад Франкенхаузен)
        - 909-и Бронегренадирски батальон (Panzergrenadierbataillon 909) (Мариенберг) (кадриран в мирно време)

    - Дивизия бързи сили (Division Schnelle Kräfte) (Щаталендорф)
      - дивизионно командване
      - 1-ва Въздушнодесантна бригада „Заарланд“ (Luftlandebrigade 1 „Saarland“) (Заарлуи)
        - Щабна и свързочна рота на 1-ва ВДБр (Stabs – und Fernmeldekompanie Luftlandebrigade 1) (Заарлуи)
        - 26-и Парашутен полк (Fallschirmjägerregiment 26) (Цвайбрюкен)
        - 31-ви Парашутен полк (Fallschirmjägerregiment 31) (Зеедорф)
        - 260-а Въздушнодесантна разузнавателна рота (Luftlandeaufklärungskompanie 260) (Цвайбрюкен)
        - 310-а Въздушнодесантна разузнавателна рота (Luftlandeaufklärungskompanie 310) (Зеедорф)
        - 260-а Въздушнодесантна сапьорна рота (Luftlandepionierkompanie 260) (Заарлуи)
        - 270-а Въздушнодесантна сапьорна рота (Luftlandepionierkompanie 270) (Зеедорф)

      - Командване специални сили (Kommando Spezialkräfte (KSK)) (Калв)
        - Щаб на КСС (Stab Kommando Spezialkräfte)
          - Психологическа служба на КСС (Psychologischer Dienst KSK)
          - Езикова служба на КСС (Sprachendienst KSK)

        - Група (отдел) развойна дейност (Gruppe (Bereich) Weiterentwicklung)
        - Оперативни сили (Einsatzkräfte)
          - 1-ва Рота командос (1. Kommandokompanie)
          - 2-ра Рота командос (2. Kommandokompanie)
          - 3-та Рота командос (3. Kommandokompanie)
          - 4-та Рота командос (4. Kommandokompanie)
          - Специална рота командос (Spezialkommandokompanie KSK)
          - Учебен и изпитателен център на КСС (Ausbildungs – und Versuchszentrum KSK)

        - Сили за поддръжка (Unterstützungskräfte)
          - Щабна и снабдителна рота на КСС (Stabs – und Versorgungskompanie KSK)
          - Свързочна рота КСС (Fernmeldekompanie KSK)
          - Рота за поддръжка на КСС (Unterstützungskompanie KSK)
            - Снабдителен взвод на КСС (Nachschub-/Umschlagszug KSK)
            - Ремонтен взвод на КСС (Instandsetzungszug KSK)
            - Взвод за парашутни системи и въздушна доставка (Fallschirmgeräte – und Luftumschlagszug KSK)

        - Санитарен център на КСС (Sanitätszentrum KSK)

      - 36-и Боен вертолетен полк „Курфюрство Хесен“ (Kampfhubschrauberregiment 36 „Kurhessen“) (Армейско летище Фритцлар)
      - 10-и Транспортен вертолетен полк „Люнебургско поле“ (Transporthubschrauberregiment 10 „Lüneburger Heide“) (Армейско летище Фасберг)
      - 30-и Транспортен вертолетен полк (Transporthubschrauberregiment 30) (Армейско летище Нийдерщетен)
      - Армейски център за вертолетни системи (Systemzentrum Drehflügler Heer) (Донаувьорт)
      - Координационен център за търсене и спасяване на суша (SAR-Leitstelle (Land) Rescue Coordination Center (RCC)) (Мюнстер)
      - (нидерландска) 11-а Въздушно-мобилна бригада (11е Luchtmobiele brigade) (Шаарсберген) – бригадата е част от нидерландската армия, но тъй като оперативните подразделения на нидерландкста армия са подчинени на I Германско-нидерландски армейски корпус, тя е подчинена за учения и съвместни операции на германската Дивизия бързи сили.
        - Командване (Шаарсберген)
        - 11-а Щабна рота (Шаарсберген)
        - 11-и Пехотен батальон, „Гвардейски полк гренадири и егери“ (Шаарсберген)
        - 12-и Пехотен батальон, „Полк Ван Хьоч“ (Шаарсберген)
        - 13-и Пехотен батальон, „Полк щурмоваци на принц Бернхард“ (Асен)
        - 20-и Батальон на националния резерв
          - 6 роти в Хага, Берген, Амстердам и Амерсфоорт

        - 11-а Инженерна рота (Шаарсберген)
        - 11-а Ремонтна рота (Шаарсберген)
        - 11-а Снабдителна рота (Шаарсберген)
        - 11-а Медицинска рота (Асен)

    - германска част на Германско-френската бригада (Deutsche Anteile Deutsch-Französische Brigade) – административно подразделенията на германската армия са подчинени на 10-а Бронирана дивизия, а оперативно – на бригадата.
      - Щаб на Германско-френската бригада (Stab Deutsch-Französische Brigade) (Мюлхайм) (германско-френско подразделение)
      - 291-ви Егерски батальон (Jägerbataillon 291) (Илкирш – Графенстадн, Франция)
      - 292-ри Егерски батальон (Jägerbataillon 292) (Донауешинген)
      - 1-ви Пехотен полк (1er régiment d'infanterie) (Сарбур, Франция) (френско подразделение)
      - 3-ти Полк хусари (3e régiment de hussards) (Мец, Франция) (френско подразделение)
      - 295-и Артилерийски дивизион (Artilleriebataillon 295) (Имендинген)
      - 550-а Бронирана сапьорна рота (Panzerpionierkompanie 550) (Имендинген)
      - Снабдителен батальон на Германско-френската бригада (Versorgungsbataillon Deutsch-Französische Brigade) (Мюлхайм) (германско-френско подразделение)

  - Командир на германските части на многонационалните корпуси (Kommandeur Deutsche Anteile Multinationaler Korps/Militärische Grundorganisation im Kommando Heer) (генерал-лейтенант)
    - германски части на многонационални корпуси (Deutsche Anteile Multinationale Korps (Eurokorps, 1. Deutsch-Niederländisches Korps, Multinationales Korps Nord-Ost))
      - Еврокорпус (Eurokorps) (Страсбург, Франция) – за операции Германия предоставя подразделения на 10-а Бронирана дивизия и съвместно с Франция Германско-френската бригада
        - Командна група (Command Group)
        - Щаб (Staff) – 350 души
        - Батальон за щабна поддръжка (Headquarters Support Battalion) – 500 души
        - Бригада за командна поддръжка (Command Support Brigade) – в мирно време се състои само от 80 души

      - I Германско-нидерландски корпус (I. Deutsch-Niederländischen Korps) (Мюнстер) – за операции Германия предоставя подразделения на Дивизия бързи сили и 1-ва Бронирана дивизия
        - Командир (германски/ нидерландски генерал-лейтенант)
        - Заместник-командир (нидерландски/ германски генерал-майор)
        - Щаб и щабна рота на I Германско-нидерландски корпус (Stab und Stabskompanie 1. D/NL Korps) (Мюнстер)
          - Началник-щаб (бригаден генерал)
          - (Support Division) (бригаден генерал)
          - (Operations+Training Division) (бригаден генерал)
          - (Knowledge+Policy+Plans Division) (бригаден генерал)
          - (Communication+Engagement Division) (бригаден генерал)

        - Батальон за командна поддръжка на I Германско-нидерландски корпус (Führungsunterstützungsbataillon 1. D/NL Korps) (Мюнстер)
        - Свързочен батальон на I Германско-нидерландски корпус (Fernmeldebataillon 1. D/NL Korps) (Айберген, Гардерен, Нидерландия)

      - Многонационален корпус Североизток (Multinationalen Korps Nord-Ost)
        - Командир (германски/ полски/ датски генерал-лейтенант)
        - Заместник-командир (полски/ датски/ германски генерал-майор)
        - Щаб и щабна рота на Многонационален корпус Североизток (Stab und Stabskompanie Multinationalen Korps Nord-Ost) (Мюнстер)
          - Началник-щаб (датски/ германски/ полски бригаден генерал)
          - (Command Group)
          - (Operation Staff) (бригаден генерал)
          - (Plans Staff) (бригаден генерал)
          - (Support Staff) (бригаден генерал)
          - Щабна рота (Headquarters Company)

        - Бригада за командна поддръжка (Command Support Brigade) (Старгард Шчечински, Полша)
          - Щабна рота (Headquarters Company)
          - 610-и Свързочен батальон (610. Fernmeldebattalion) (Пренцлау, Германия)
          - 100-тен Свързочен батальон (Валч, Полша) (полски)
          - 104-ти Батальон за поддръжка (Валч, Полша) (полски)
          - 102-ри Охранителен батальон (Валч, Полша) (полски, формира се за операции)

#### Луфтвафе (Luftwaffe)
Командване на Луфтвафе (Kommando Luftwaffe)
- Инспектор на Луфтвафе (Inspekteur der Luftwaffe) (генерал-лейтенант)
- Заместник инспектор на Луфтвафе (Stellvertreter des Inspekteurs der Luftwaffe) (генерал-лейтенант)
- Командир на Центъра за въздушни операции и Изпълнителен директор на Съвместния компетентен център за въздушни сили на НАТО в Калкар (Kommandeur Zentrum Luftoperationen und Executive Director Joint Air Power Competence Centre in Kalkar) (генерал-лейтенант)
- Командващ генерал на Войсковото командване на Луфтвафе (Kommandierender General Luftwaffentruppenkommando) (генерал-лейтенант)

##### Център за въздушни операции
Център за въздушни операции (Zentrum Luftoperationen) (Калкар/ Юдем)
- Командир (генерал-лейтенант)
- Заместник-командир и Началник-щаб (генерал-майор)
- Група за поддръжка на Луфтвафе Калкар (Luftwaffenunterstützungsgruppe Kalkar)
- германска част на Съюзното въздушно командване в Рамщайн (Deutscher Anteil (DtA) an Allied Air Command Ramstein)
- германска част на Съвместния компетентен център за въздушна мощ (Deutscher Anteil (DtA) an Joint Air Power Competence Centre)
- германска част на Европейското въздушнотранспортно командване (Deutscher Anteil (DtA) an EATC dem Europäischen Lufttransportkommando) (Айндховен, Нидерландия)
- германска част на Командването на авиационния отряд за далечно радиолокационно откриване и контрол (Deutscher Anteil (DtA) an NATO Airborne Early Warning & Control Force Command) (Авиобаза Гайленкирхен)
- германска част на Съюзното въздушно командване в Сигонела (Deutscher Anteil (DtA) an AGS) (Сигонела, Италия)
- германски представители в организациите на НАТО и ЕС (Deutsche Anteile (DtA) an der NATO/EU-Organisation)
- Свързочна организация на Луфтвафе към Армията, ВМС и съюзни командни структури (Verbindungsorganisation der Luftwaffe zu Heer und Marine)
- 2-ри Регион за оперативно управление (Einsatzführungsbereich 2) (Ендтебрюк) (полкови еквивалент)
  - Командир (полковник)
  - Заместник-командир и Ръководител на Учебния и работен център (Leiter Lehr – und Verfahrenszentrum) (Подполковник)
    - 23-та Учебна инспекция (рота) за оперативно управление (Einsatzführungsausbildungsinspektion 23)
    - Учебна група Обучение (Lehrgruppe Ausbildung)
    - Група за техника, тактика и предписания (Technik-, Taktik und – Vorschriftengruppe)

  - Ръководител на Оперативната група (Leiter Einsatzgruppe) (Подполковник)
    - Център за оповестяване и контрол, Оперативна централа (CRC, Einsatzleitung)
    - 21-ва Ескадрила за оперативно управление (Einsatzführungsstaffel 21)
    - 22-ра Ескадрила за оперативна поддръжка (Einsatzunterstützungsstaffel 22)
      - 2-ри Сензорен взвод Север (Sensorzug II Nord) (Ауенхаузен)
        - 2 изнесени радарни взвода с РЛС HADR, 3 изнесени радарни взвода с РЛС GM 406F

      - 1-ви Сензорен взвод Юг (Sensorzug I Süd) (Лауда)
        - 2 изнесени радарни взвода с РЛС HADR, 3 изнесени радарни взвода с РЛС GM 406F
- 3-ти Регион за оперативно управление (Einsatzführungsbereich 3) (Шьоневалде) (полкови еквивалент)
  - Командир (полковник)
  - Заместник-командир и Ръководител на Учебния и работен център (Leiter Lehr – und Verfahrenszentrum) (Подполковник)
    - 23-та Учебна инспекция (рота) за оперативно управление (Einsatzführungsausbildungsinspektion 23)
    - Учебна група Обучение (Lehrgruppe Ausbildung)
    - Група за техника, тактика и предписания (Technik-, Taktik und – Vorschriftengruppe)

  - Ръководител на Оперативната група (Leiter Einsatzgruppe) (Подполковник)
    - Център за оповестяване и контрол, Оперативна централа (CRC, Einsatzleitung)
    - 31-ва Ескадрила за оперативно управление (Einsatzführungsstaffel 31)
    - 32-ра Ескадрила за оперативна поддръжка (Einsatzunterstützungsstaffel 32)
      - 3-ти Сензорен взвод Север (Sensorzug III Nord) (Кьолпин)
        - 4 изнесени радарни взвода с РЛС AN/FPS-117

      - 4-ти Сензорен взвод Юг (Sensorzug IV Süd) (Реген)
        - 4 изнесени радарни взвода с РЛС AN/FPS-117

    - Център за оповестяване и контрол, Оперативна централа (CRC, Einsatzleitung) (експедиционен)
    - 33-та Ескадрила за оперативно управление (Einsatzführungsstaffel 33) (експедиционна)
    - 34-та Ескадрила за оперативна поддръжка (Einsatzunterstützungsstaffel 34) (експедиционна)
      - 2 радарни взвода с мобилни РЛС Selex RAT 31DL/M
- Център за командна поддръжка на Луфтвафе (Führungsunterstützungszentrum der Luftwaffe) (Летище Кьолн-Ваан) (свързочният полк на Луфтвафе)
  - Щаб (Stab) (Летище Кьолн-Ваан)
  - 1-ви Сектор за информационна техника (Sektor für Informationstechnik 1 (IT-Sektor 1)) (Фюрстенфелдбрюк)
    - изнесени отдели (роти) във Фюрстенфелдбрюк, Кьолн и Лааге

  - 2-ри Сектор за информационна техника (Sektor für Informationstechnik 2 (IT-Sektor 2) (Биркенфелд)
    - изнесени отдели (роти) в Мехерних, Берлин-Гатов, Лимсдорф и Лааге

  - 3-ти Сектор за информационна техника (Sektor für Informationstechnik 3 (IT-Sektor 3)) (Калкар)
- Център за симулационна и навигационна поддръжка на летателните системи на Бундесвера (Zentrum für Simulations – und Navigationsunterstützung Fliegende Waffensysteme der Bundeswehr (ZSimNav)) (Бюхел)
- Национален ситуационен и команден център за сигурност във въздушното пространство (Nationales Lage – und Führungszentrum für Sicherheit im Luftraum) (Юдем)

##### Войсково командване на Луфтвафе
Войсково командване на Луфтвафе (Luftwaffentruppenkommando) (Летище Кьолн-Ваан)
- Център на Луфтвафе за авиационна и космическа медицина (Zentrum für Luft – und Raumfahrtmedizin der Luftwaffe) (Летище Кьолн-Ваан)
- Авиационни подразделения (Fliegende Verbände)
  - 31-ва Тактическа ескадра на Луфтвафе „Бьолке“ (Taktisches Luftwaffengeschwader 31 „Boelcke“) (Ньорвених) – бойна ескадра с многоцелеви изтребители Юрофайтър EF-2000 „Tайфун“
  - 71-ва Тактическа ескадра на Луфтвафе „Рихтхофен“ (Taktisches Luftwaffengeschwader 71 „Richthofen“) (Витмунд, срещано и като Витмундхафен) – бойна ескадра с многоцелеви изтребители Юрофайтър EF-2000 „Tайфун“
  - 74-та Тактическа ескадра на Луфтвафе („Мьолдерс“) (Taktisches Luftwaffengeschwader 74) (Нойбург на Дунав) – бойна ескадра с многоцелеви изтребители Юрофайтър EF-2000 „Tайфун“. Традиционното название „Мьолдерс“ официално е премахнато от Федералното министерство на отбраната по идеологически причини.
  - 73-та Тактическа ескадра на Луфтвафе „Щайнхоф“ (Taktisches Luftwaffengeschwader 73 „Steinhoff“) (Рощок – Лааге) – учебно-бойна ескадра с многоцелеви изтребители Юрофайтър EF-2000 „Tайфун“, обучава и пилоти на австрийските ВВС
  - 33-та Тактическа ескадра на Луфтвафе (Taktisches Luftwaffengeschwader 33) (Бюхел) – бойна ескадра с изтребител-бомбардировачи Панавиа Tornado IDS „Tорнадо“. Ескадрата участва в споделянето на тактически ядрени боеприпаси в НАТО, във военно време е предвидено да използва американски свободнопадащи бомби Mk. 61. По тази причина на територията на авиобазата има изградени съоръжения за тяхното съхранение и ескадрата е единствената в Луфтвафе, която все още разполага със собствена охранителна ескадрила (Sicherungsstaffel).
  - 51-ва Тактическа ескадра на Луфтвафе „Имелман“ (Taktisches Luftwaffengeschwader 51 „Immelmann“) (Ягел) – бойна ескадра с изтребител-бомбардировачи Панавиа Tornado ECR „Tорнадо“ и безпилотни разузнавателни самолети IAI Heron. Ескадрата е бившата 1-ва Ескадра на военноморската авиация, като на 1 януари 1994 г. тя е трансформирана в 51-ва Разузнавателна ескадра на Луфтвафе „Имелман“ (Aufklärungsgeschwader 51 „Immelmann“). След разформироването на 34-та Изтребително-бомбардировъчна ескадра „Алгой“ (Jagdbombergeschwader 34 „Allgäu“) в Лехфелд от 1 януари 2003 г. ескадрата поема от нея функциите ѝ и специализираните ѝ самолети за радиоелектронна война и радиоелектронно разузнаване Панавиа Tornado ECR „Tорнадо“, а с разформироването на 2-ра Ескадра на военноморската авиация през 2005 г., ескадрата в Ягел поема и нейните задачите по борба с надводни морски цели, наред с основните си разузнавателни функции. По тази причина названието ѝ е променено от Разузнавателна на Тактическа ескадра. Като разузнавателно подразделение ескадрата оперира и с БЛА израелско производство IAI Heron-I, взети под наем от производителя, основно за поддръжка на операциите на Бундесвера в Афганистан. През 2017 г. Летателният учебен център на Луфтвафе ще бъде изтеглен от Съединените щати и включен в състава на ескадрата, което ще я направи учебно-бойна ескадра с една бойна ескадрила, една учебно-бойна ескадрила и една ескадрила БЛА.
  - 61-ва Въздушнотранспортна ескадра (Lufttransportgeschwader 61) (Пенцинг)
  - 62-ра Въздушнотранспортна ескадра (Lufttransportgeschwader 62) (Вунщорф)
  - 63-та Въздушнотранспортна ескадра (Lufttransportgeschwader 63) (Хоон)
  - 64-та Вертолетна ескадра (Hubschraubergeschwader 64) (Лаупхайм) (Холцдорф) – традиционно вертолетните подразделения на Луфтвафе са натоварени с ограничени функции по свръзочни полети между авиобазите, търсене и спасяване на аварирали екипажи и търсене и спасяване в помощ на населението. Поради ограничения спектър от задачи вертолетната ескадра е разформирована през 90-те години и вертолетите Bell/ Dornier UH-1D са разпределени в трите въздушнотранспортни ескадри, въоръжени основно със самолети C-160D Transall. Оповестената през 2011 г. реформа на Бундесвера предвижда радикална реорганизация на вертолетните му подразделения. Луфтвафе се отказва от придобиването на вертолети NH-90TTH и предвидените за него бройки са пренасочени за армейската авиация (Heeresflieger). В замяна армейската авиация предава своите средни транспортни вертолети Sikorsky/ VFW CH-53G/GA на Луфтвафе, където освен транспортни да изпълняват и особено сложните задачи по бойно търсене и спасяване (Combat Search and Rescue (CSAR)) на екипажи, свалени на вражеска територия. По-късно към тези задачи се прибавя и авиационната поддръжка на специални сили. Запазват се и средните транспортни задачи и оказване на населението при бедствия и аварии, а цивилното търсене и спасяване на сушата са прехвърлени към компетенциите на армейската авиация. Така от трите средни транспортни вертолетни полка на Армията 35-и е разформирован, а 25-и е реформиран в 64-та Вертолетна ескадра и прехвърлен в състава на Луфтвафе. 15-и в Райне-Бентлаге е разформирован, като личният му състав, авиационната и обслужващата му техника и летището са прехвърлени в 64-та Ескадра. Въздушнотранспортната група в Холцдорф (вертолетното подразделение) на 62-ра Въздушнотранспортна ескадра (Lufttransportgeschwader 62) също е прехвърлена в състава на вертолетната ескадра и след като Луфтвафе извежда от въоръжение вертолетите UH-1D, те са заменени със CH-53GA. Така се обособяват две авиобази на ескадрата. Основната в Лаупхайм (авиобазата на бившия 25-и среден Транспортен вертолетен полк на армейската авиация) помещава щабът, Техническата група (Technische Gruppe) и подразделенията за периодично обслужване и войскови ремонт на CH-53GA, както и Летателната група (Fliegende Gruppe), която е натоварена с бойните задачи по бойно търсене и спасяване и поддръжка на специалните сили. Въздушнотранспортната група (Lufttransportgruppe), натоварена основно с транспортни задачи в интерес на Луфтвафе и Армията, оказване на помощта на населението и курсове за приучване на нови пилоти, е разположена в Холцдорф.
    - Щаб (Stab HSG 64) (Лаупхайм)
    - Летателна група (Fliegende Gruppe (FlgGrp HSG 64)) (Лаупхайм)
      - 1-ва Летателна ескадрила (1. Fliegende Staffel (1.FlgStff HSG 64)) – CH-53GA/ GA (MTA) (бойно търсене и спасяване)
      - 2-ра Летателна ескадрила (2. Fliegende Staffel (2.FlgStff HSG 64)) – CH-53GA/ GA (MTA) (бойно търсене и спасяване)
      - 4-та Летателна ескадрила (4. Fliegende Staffel (4.FlgStff HSG 64)) – H.145M (поддръжка на специални сили, основно КСС)
      - Авиотехническа ескадрила (Flugbetriebsstaffel (FlBtrbStff HSG 64))

    - Техническа група (Technische Gruppe (TGrp HSG 64)) (Лаупхайм)
      - Ескадрила за ремонт на планери и електроника (Instandsetzungs – und Elektronikstaffel (Inst/EloStff HSG 64))
      - Снабдителна и транспортна ескадрила (Nachschub – und Transportstaffel (Nsch/TrspStff HSG 64))
      - Ескадрила за периодично обслужване и ремонт на въоръжение (Wartungs – und Waffenstaffel (Wtg/WaStff HSG 64))

    - Въздушнотранспортна група (Lufttransportgruppe (LTGrp HSG 64)) (Холцдорф)
      - 3-та Летателна ескадрила (3. Fliegende Staffel (3.FlgStff HSG 64)) – CH-53GA (транспортна и учебна ескадрила)
      - Снабдителна ескадрила (Versorgungsstaffel (VersStff HSG 64))
      - Летищна ескадрила (Flugplatzstaffel (FlPlStff HSG 64))
      - Техническа ескадрила (Technische Staffel (TStff HSG 64))

  - Авиоотряд на Федералното министерство на отбраната (Flugbereitschaft des Bundesministeriums der Verteidigung) (Кьолн-Ваан) (Берлин-Тегел)
  - Тактическо учебно командване на Луфтвафе в САЩ (Taktisches Ausbildungskommando der Luftwaffe USA) (Авиобаза Холоман, Ню Мексико, САЩ)
  - Летателен учебен център на Луфтвафе (Fliegerisches Ausbildungszentrum der Luftwaffe) (Авиобаза Холоман, Ню Мексико, САЩ) (предстои разформироване през 2017 г. и прехвърляне на неговите 9 бойни и 6 учебно-бойни Tornado IDS в 51-ва Ескадра в Ягел)
  - Център за авиационни системи за радиоелектронна война (Zentrum Elektronischer Kampf Fliegende Waffensysteme) (Клайнайтинген)
- Наземни подразделения (Bodengebundene Verbände)
  - Група за поддръжка на Луфтвафе (Luftwaffenunterstützungsgruppe Wahn) (Летище Кьолн-Ваан)
  - 1-ва Зенитно-ракетна ескадра „Шлезвих-Холщайн“ (Flugabwehrraketengeschwader 1 „Schleswig-Holstein“) (Хузум)
    - 21-ва Зенитно-ракетна група (Flugabwehrraketengruppe 21) (Заниц)
    - 24-та Зенитно-ракетна група (Flugabwehrraketengruppe 24) (Бад Зюлце)
    - 26-а Зенитно-ракетна група (Flugabwehrraketengruppe 26) (Хузум)
    - 61-ва Зенитно-ракетна група (Flugabwehrraketengruppe 61) (Тодендорф/ Панкер)
    - Тактически център за подготовка и специализация на зенитно-ракетни разчети на Луфтвафе в САЩ (Taktisches Aus – und Weiterbildungszentrum Flugabwehrraketen Luftwaffe (TaktAusbWbZ FlaRakLw USA)) (Форт Блис, Тексас, САЩ)
    - Учебен център за зенитно-ракетни разчети (Ausbildungszentrum FlaRak (AusbZFlaRak) (Хузум)

  - Охранителен полк на Луфтвафе „Фрисландия“ (Objektschutzregiment der Luftwaffe „Friesland“) (Шортенс)
    - Щаб (Stab)
      - Учебна ескадрила (Ausbildungsstaffel)
      - Разузнавателни сили (FeldNachrichten-Kräfte)

    - 1-ви Батальон (I. Bataillon) (Шортенс)
      - Щаб (Stab)
      - 1-ва Ескадрила (1. Staffel) (охранителна рота) (Шортенс)
      - 2-ра Ескадрила (2. Staffel) (охранителна рота) (Шортенс)
      - 3-та Ескадрила (3. Staffel) (охранителна рота) (Шортенс)
      - 4-та Ескадрила (4. Staffel) (охранителна рота) (Шортенс)

    - 2-ри Батальон (II. Bataillon) (Дийпхолц)
      - Щаб (Stab)
      - 5-а Ескадрила (5. Staffel (оперативна логистика)) (Шортенс)
      - 6-а Ескадрила (6. Staffel (военновъздушни сапьори)) (Дийпхолц)
      - 7 ма Ескадрила (7. Staffel (противопожарна служба)) (Шортенс)

    - 3-ти Батальон (III. Bataillon) (Шортенс) (кадриран в мирно време)
      - Щаб (Stab)
      - 8-а Ескадрила (8. Staffel) (охранителна рота) (Шортенс)
      - 9-а Ескадрила (9. Staffel) (охранителна рота) (Шортенс)
      - 10-а Ескадрила (10. Staffel) (охранителна рота) (Шортенс)

  - Офицерско училище на Луфтвафе (Offizierschule der Luftwaffe) in Fürstenfeldbruck
  - Подофицерско училище на Луфтвафе (Unteroffizierschule der Luftwaffe) in Appen und Heide
  - Учебен батальон на Луфтвафе (Luftwaffenausbildungsbataillon) in Germersheim
- Подразделения за поддръжка (Unterstützungsverbände)
  - 1-ви Център за поддръжка на оръжейни системи (Waffensystemunterstützungszentrum 1) (Ердинг)
  - 2-ри Център за поддръжка на оръжейни системи (Waffensystemunterstützungszentrum 2) (Дийпхолц)
  - Германска част на Програмния център а НАТО в Глонс (DDO/DtA Nato Programming Center NPC) (Глонс, Белгия)
  - Технически учебен център на Луфтвафе (Technisches Ausbildungszentrum Luftwaffe) (Фасберг)

#### Военноморски сили (Marine)
- Командване на военноморските сили (Marinekommando)[11]
  - Инспектор на военноморските сили (Inspekteur der Marine) (вицеадмирал)
  - Заместник инспектор на ВМС и Командващ на флота и силите за поддръжка (Stellvertreter des Inspekteurs der Marine und Befehlshaber der Flotte und Unterstützungskräfte) (вицеадмирал)
  - Военноморско командване (Marinekommando (MarKdo))
    - Началник-щаб (Chef des Stabes) (контраадмирал)
    - Началник на отдел Операции (Abteilungsleiter Einsatz) (контраадмирал)
    - Началник на отдел Планиране и концепция (Abteilungsleiter Planung und Konzeption) (флотилен адмирал)
    - Началник на отдел Персонал, организация и обучение (Abteilungsleiter Personal / Organisation / Ausbildung) (флотилен адмирал)
    - Началник на отдел Оперативна поддръжка (Abteilungsleiter Einsatzunterstützung) (контраадмирал)
    - Началник на отдел Военноморска санитарна служба (Abteilungsleiter Marinesanität) (адмирал-лекар)

  - Началник на отдел Операции (Abteilungsleiter Einsatz) (контраадмирал)
    - 1-ва Оперативна флотилия (Einsatzflottille 1) (ВМБ Кийл) (флотилен адмирал)
      - Щаб на 1-ва Оперативна флотилия (Stab der Einsatzflottille 1)
      - 1-ва Корветна ескадра (1. Korvettengeschwader) (ВМБ Рощок – Варнемюнде) (фрегатен капитан)
      - Командване на военноморска база Варнемюнде (Marinestützpunktkommando Warnemünde) (ВМБ Рощок – Варнемюнде) (фрегатен капитан)
      - 3-та Ескадра минни ловци (3. Minensuchgeschwader) (ВМБ Кийл – Вик) (фрегатен капитан)
      - 5-а Ескадра минни ловци (5. Minensuchgeschwader) (ВМБ Кийл – Вик) (фрегатен капитан) (в края на 2016 г. ще бъде трансформирана в ескадра спомагателни кораби)
      - Командване на военноморска база Кийл (Marinestützpunktkommando Kiel) (ВМБ Кийл – Вик) (фрегатен капитан)
      - 1-ва Ескадра подводни лодки (1. Ubootgeschwader) (ВМБ Екернфьорде) (фрегатен капитан)
        - Щаб (Stab)
          - 6 подводни лодки тип 212 А
            - U 31 – U 36

          - 3 флотски служебни лодки (Flottendienstboote Oste-Klasse) (кодовото название на разузнавателните кораби на германските ВМС)
            - A 50 Alster, A 52 Oste, A 53 Oker

          - плаваща база тип 404 (Tender der Tender Typ 404)
            - A 515 Main

        - Учебен център за подводни екипажи (Ausbildungszentrum Uboote (AZU)) in Eckernförde mit Außenstelle in Marienleuchte auf Fehmarn
          - A 50 Alster, A 52 Oste, A 53 Oker
          - Хидроакустичен аналитичен център на ВМС (Hydroakustische Analysezentrum der Marine (HAM))
          - Военноморски пункт за подводно откриване (Marineunterwasserortungsstelle (MUWOSt) Военноморска брегова станция Мариенлойхте на о. Феемарн (Marineküstenstation Marienleuchte)

      - Командване специални сили на ВМС (Kommando Spezialkräfte Marine) (ВМБ Екернфьорде) (фрегатен капитан)
        - Щаб (Stab)
        - Рота бойни плувци (Kampfschwimmerkompanie)
          - 1-ви Оперативен тим (Einsatzteam I)
          - 2-ри Оперативен тим (Einsatzteam II)
          - 3-ти Оперативен тим (Einsatzteam III)
          - Оперативна група земя (Einsatzgruppe Land)
          - Оперативна група въздух (Einsatzgruppe Luft)
          - Оперативна група море (Einsatzgruppe See)

        - Учебна инспекция (Ausbildungsinspektion)
          - Учебни курсове за бойни плувци (Kampfschwimmer-Ausbildung)

      - Морски батальон (Seebataillon) (ВМБ Екернфьорде) (фрегатен капитан)
        - Щаб (Stab)
          - Оперативна санитарна група (Sanitätseinsatzgruppe (SanEintzGrp))
          - Отделение за селекция (Personalwerbetrupp)
          - Развойна група на специалните сили на ВМС (Gruppe Weiterentwicklung Spezialkräfte der Marine (GrpWE SpezlKrM))

        - Брегова оперативна рота (Küsteneinsatzkompanie (KEK))
          - Мобилен охранителен елемент (Mobile Protection Element)
          - Пристанищен охранителен елемент (Harbour Protection Element)
          - Корабен охранителен отряд (Vessel Protection Detachment)

        - Разузнавателна рота (Aufklärungskompanie (AufklKp))
        - 1-ва Оперативна бординг-рота (1. Bordeinsatzkompanie (BEK 1))
        - 2-ра Оперативна бординг-рота (2. Bordeinsatzkompanie (BEK 2))
        - Рота водолази сапьори (Minentaucherkompanie (MiTaKp))
        - Рота за поддръжка (Unterstützungskompanie (UstgKp))
        - Учебен център (Ausbildungszentrum (AusbZent))

      - Командване на военноморска база Екернфьорде (Marinestützpunktkommando Eckernförde) (фрегатен капитан)

    - 2-ра Оперативна флотилия (Einsatzflottille 2) (ВМБ Вилхелмсхафен) (флотилен адмирал)
      - Щаб на 2-ра Оперативна флотилия (Stab der Einsatzflottille 2)
      - 2-ра Фрегатна ескадра (2. Fregattengeschwader) (ВМБ Вилхелмсхафен) (капитен цур зе (капитан на море))
      - 4-та Фрегатна ескадра (4. Fregattengeschwader) (ВМБ Вилхелмсхафен) (капитен цур зе (капитан на море))
      - Снабдителна ескадра (Trossgeschwader) (ВМБ Вилхелмсхафен) (капитен цур зе (капитан на море))
      - Командване на военноморска база Вилхелмсхафен (Marinestützpunktkommando Wilhelmshaven) (капитен цур зе (капитан на море))

    - Командване на военноморската авиация (Marinefliegerkommando) (Военноморска авиобаза Нордхолц) (капитен цур зе (капитан на море))
      - Щаб на Командването на военноморската авиация (Stab des Marinefliegerkommandos)
      - 3-та Ескадра на военноморската авиация „Граф Цепелин“ (Marinefliegergeschwader 3 „Graf Zeppelin“ (MFG 3)) (фрегатен капитан)
        - Ескадрен щаб (Geschwaderstab)
        - Летателна група (Fliegende Gruppe)
          - 1-ва Летателна ескадрила (1. Fliegende Staffel (P-3C))
          - 2-ра Летателна ескадрила (2. Fliegende Staffel (P-3C, Do 228NG))

        - Техническа група (Technische Gruppe)
          - Техническа ескадрила P-3C (Technische Staffel P-3C)
          - Техническа ескадрила обща/ Do228 (Technische Staffel Allgemein/Do 228)

        - Летищна група (Stützpunktgruppe)
          - Ескадрила за авиационни операции (Flugbetriebsstaffel)
          - Геоинформационна служба (Geoinformationsdienst)
          - Снабдителна и транспортна ескадрила (Nachschub – und Transportstaffel)

      - 5-а Ескадра на военноморската авиация (Marinefliegergeschwader 5 (MFG 5)) (фрегатен капитан)
        - Ескадрен щаб (Geschwaderstab)
        - Летателна група (Fliegende Gruppe)
          - 1-ва Летателна ескадрила (1. Fliegende Staffel (Westland Sea King Mk. 41))
          - 3-та Летателна ескадрила (3. Fliegende Staffel (Westland Sea Lynx Mk. 88))
          - Летателна учебна ескадрила (Fliegerische Ausbildungsstaffel)

        - Техническа група (Technische Gruppe)
          - Техническа ескадрила Mk. 41 (Technische Staffel Mk.41)
          - Техническа ескадрила Mk. 88 (Technische Staffel Mk.88)
          - Техническа учебна ескадрила (Technische Ausbildungsstaffel)

        - преден пункт за базиране за морско търсене и спасяване в Северно море на о. Хелголанд (SAR-Außenstelle Helgoland)
        - преден пункт за базиране за морско търсене и спасяване в Балтийско море във ВМБ Рощок – Варнемюнде (SAR-Außenstelle Warnemünde)

    - Ръководен пункт за търговско корабоплаване (Marineschifffahrtsleitstelle (MSLtg)) (Хамбург)
    - Център за оперативна подготовка за борба с поражения (Einsatzausbildungszentrum Schadensabwehr Marine (EAZS) (Нойщад в Холщайн) (оперативно)

  - Началник на отдел Оперативна поддръжка (Abteilungsleiter Einsatzunterstützung) (контраадмирал)
    - Военноморско командване за поддръжка (Marineunterstützungskommando (MUKdo)) (ВМБ Вилхелмсхафен)
    - Началник на отдел Персонал, организация и обучение (Abteilungsleiter Personal / Organisation / Ausbildung) (флотилен адмирал)
      - Военноморско училище Мюрвик (Marineschule Mürwik (MSM)) (Фленсбург – Мюрвик)
        - Ветроходен кораб Горх Фок (Segelschulschiff Gorch Fock) (подчинен на ВМУМ, базиран в Кийл)

      - Военноморско подофицерско училище (Marineunteroffizierschule (MUS)) (Пльон)
      - Военноморско оперативно училище (Marineoperationsschule (MOS)) (Бремерхафен)
      - Военноморско техническо училище (Marinetechnikschule (MTS)) (Паров)
      - Център за оперативна подготовка за борба с поражения (Einsatzausbildungszentrum Schadensabwehr Marine (EAZS) (Нойщад в Холщайн) (административно)

    - Началник на отдел Военноморска санитарна служба (Abteilungsleiter Marinesanität) (адмирал-лекар)
      - Военноморски институт за корабна медицина (Schiffahrtmedizinisches Institut der Marine (SchiffMedInstM)) (Кронсхаген)

#### Командване за обща поддръжка (Streitkräftebasis)[12]
- Командване за обща поддръжка на въоръжените сили (Kommando Streitkräftebasis)
  - Инспектор на командването за обща поддръжка (Inspekteur der Streitkräftebasis) (генерал-лейтенант/ вицеадмирал)
  - Заместник инспектор на командването за обща поддръжка (Stellvertreter des Inspekteurs der Streitkräftebasis) (генерал-лейтенант/ вицеадмирал)
  - Командващ на многонационалното командване за оперативно управление (Befehlshaber Multinationales Kommando Operative Führung) (генерал-лейтенант/ вицеадмирал)
    - Многонационално командване за оперативно управление (Multinationales Kommando Operative Führung) (Улм)
    - Логистично командване на Бундесвера (Logistikkommando der Bundeswehr)
    - Командване за командна поддръжка на Бундесвера (Führungsunterstützungskommando der Bundeswehr)
    - Командване за стратегическо разузнаване (Kommando Strategische Aufklärung)
    - Командване за териториални задачи на Бундесвера (Kommando Territoriale Aufgaben der Bundeswehr)
    - Служба на въоръжените сили (Streitkräfteamt)
    - Център за вътрешно управление (Zentrum Innere Führung)
    - Командна академия на Бундесвера (Führungsakademie der Bundeswehr)
    - Служба за военно контраразузнаване (Amt für den militärischen Abschirmdienst (MAD))
    - Служба за военна информация (Amt für Militärkunde)

#### Санитарната служба на Бундесвера (Sanitätsdienst der Bundeswehr)[13]
- Командване на Санитарната служба на Бундесвера (Kommando Sanitätsdienst der Bundeswehr)
  - Инспектор на Санитарната служба (Inspekteur des Sanitätsdienstes) (генерал старши щабен лекар (Generaloberstabsarzt), съответства на генерал-лейтенант/ вицеадмирал)
  - Заместник инспектор на Санитарната служба и Командир на здравните учреждения (Stellvertreter des Inspekteurs des Sanitätsdienstes der Bundeswehr und Kommandeur Gesundheitseinrichtungen) (генерал щабен лекар (Generalstabsarzt), съответства на генерал-майор/ контраадмирал)
    - Командване на Санитарната служба за оперативна поддръжка (Kommando Sanitätsdienstliche Einsatzunterstützung)
    - Командване на Санитарната служба за регионална поддръжка (Kommando Regionale Sanitätsdienstliche Unterstützung)
    - Санитарна академия на Бундесвера (Sanitätsakademie der Bundeswehr)

#### Кибер и информационно пространство (Cyber– und Informationsraum)
- Кибер и информационно пространство (Cyber – und Informationsraum (CIR)) (планирано за формиране на 1 април 2017 г.)